# Edgardo Rivera Martínez
Edgardo Rivera Martínez  (Jauja, 28 de septiembre de 1933-Lima, 5 de octubre de 2018) fue un escritor y docente universitario peruano. Sus obras literarias más importantes son el cuento Ángel de Ocongate (1986) y la novela País de Jauja (1993), esta última considerada por los críticos como la mejor de la literatura peruana de los últimos tiempos. Es también autor de numerosos trabajos de investigación, particularmente sobre viajeros y literatura de viajes en Perú.

## Biografía
Hijo de Hildebrando Rivera y María Luz Martínez. Su infancia estuvo impregnada de amor familiar y fascinada por los paisajes e imágenes de la serranía peruana que serían fuente de inspiración para sus obras literarias futuras. 
Hizo sus estudios primarios en Nuestra Señora del Carmen de Jauja y los secundarios en Colegio Nacional San José de Jauja. En 1952 pasó a cursar estudios superiores en la Facultad de Letras de la Universidad Nacional Mayor de San Marcos, en la especialidad de literatura.
Desde 1956 empezó a ejercer la docencia. Ganó una beca que lo llevó a estudiar en la Universidad de París (1957-1959) y en la Universidad de Perugia. De retorno al Perú, obtuvo el grado de bachiller y de doctor en Literatura a mérito de sus tesis sobre «El paisaje en la poesía de César Vallejo» y «Referencias al Perú en la literatura de viajes europea de los siglos XVI, XVII y XVIII», respectivamente (1960).
De 1962 a 1970 fue catedrático en la Universidad Nacional del Centro, con sede en Huancayo. En 1964 y 1967 pasó a Francia para continuar su perfeccionamiento. En 1971 reanudó su labor docente en San Marcos, donde fue durante muchos años profesor de literatura en su Facultad de Letras. En 1975 concurrió al taller de literatura de la Universidad de Iowa. También fue profesor en Darmouth, Estados Unidos, en 1988; y en Tours y Caen, Francia, en 1990.
Ha ejercido, en importantes medios escritos, el periodismo de opinión. Es de destacar también su labor como traductor de textos de Léonce Angrand, César Moro, Charles Wiener y Paul Marcoy.
Desde el 2000 fue miembro de la Academia Peruana de la Lengua, en mérito no solo a su producción ficcional, sino también por su trabajo de estudioso y crítico. En 2012 recibió el  Premio Casa de la Literatura Peruana a su trayectoria, y al año siguiente ganó el Premio Nacional de Cultura.

## Narrativa
Comenzó su trayectoria narrativa con un libro de cuentos ambientados en el mundo andino, El unicornio (1963). Si bien en estos textos se respira el ambiente del nuevo indigenismo, en algunos se aparta un poco de ello, acercándose más a la literatura fantástica.
En 1977 publicó su novela corta El Visitante, y al año siguiente Azurita, con relatos de temática nuevamente andina. Enunciación, de 1979, reúne dos novelas cortas y un texto narrativo-poético en prosa, cuyo acontecer transcurre en una Lima de niebla y de misterios.  
En 1981 se editó Historia de Cifar y de Camilo, y en 1986 apareció el cuento Ángel de Ocongate, ganador del premio Cuento de mil palabras de la revista Caretas.
Su primera novela, País de Jauja, tuvo su primera edición en 1993, a la que han seguido otras más. Dicha novela fue finalista del Premio Internacional de Novela Rómulo Gallegos de 1993 y fue señalada por los críticos, en una encuesta de la revista Debate, como la más importante de la literatura peruana en la década de 1990. En palabras del crítico Ricardo González Vigil es «un fruto mayor, una de las mejores novelas peruanas hasta el momento».
Su segunda novela, Libro del amor y las profecías, obra de gran aliento, apareció en 1999. En ese mismo año, toda su narrativa corta fue reunida por Alfaguara en Cuentos Completos.
En 2000 publicó un volumen que reúne tres novelas cortas: Ciudad de fuego.
Luego publicó el libro de cuentos: Danzantes de la muerte y de la noche (2006); la recopilación Cuentos del Ande y la neblina: (1964 - 2008) (2008); y las novelas Diario de Santa María (2008) y A la luz del amanecer (2012).
Le debemos también una serie de evocaciones de infancia: A la hora de la tarde y de los juegos (1996).
César Ferreira e Ismael Márquez editaron un volumen que recopila estudios de importantes narradores y críticos sobre la obra de este autor: De lo andino a lo universal. La obra de Edgardo Rivera Martínez (Fondo Editorial de la Pontificia Universidad Católica del Perú, 1999). 

## Valoración
Sus obras muestran la superación del indigenismo para una comprensión integral de la identidad peruana, si bien en muchos casos se inspiran en temas andinos. Transitan entre lo realista y lo fantástico y versan, varias veces, sobre personajes bastante instruidos.

Es un narrador original y fino, alejado de las modas literarias, dueño de una fantasía que poetiza la realidad, provinciana o limeña, sutilmente observada.
Washington Delgado

Significación propia tiene su obra narrativa, que refleja su identificación con la tierra natal pero que, fundamentalmente, expresa las angustias existenciales del hombre contemporáneo.
Enciclopedia Tauro del Pino

Rivera Martínez es un narrador talentoso, que se perfila dentro de los lineamientos sofisticados del realismo maravilloso andino, emparentado con Eleodoro Vargas Vicuña y Arguedas, principalmente; en cambio, emplea el régimen moral velado y conductor, hasta lograr un lirismo narrativo neoindigenista, y el logro fabulador de la literatura fantástica. Se diría que Rivera Martínez, en sus últimas prosas narrativas, teje el sostén temático con cierta veta de contenido mágico, multicolor y perfeccionado.
César Toro Montalvo

País de Jauja constituye la mejor novela peruana sobre la vocación artística: nunca en nuestras letras se había pintado con sutileza y finura semejantes la experiencia estética. Agréguese que aletea en sus páginas un desborde del corazón y un vuelo del espíritu que solo admite paralelo con los mejores momentos novelísticos de Arguedas y Gutiérrez.
Ricardo González Vigil

## Obras

### Novelas
- País de Jauja (1993)
- Libro del amor y las profecías (1999)
- Diario de Santa María (2008)
- A la luz del amanecer (2012)

### Cuentos
- El unicornio (1963)
- El visitante (1974)
- Azurita (1978)
- Enunciación (1978)
- Historia de Cifar y de Camilo (1981)
- Ángel de Ocongate (Original) (1982), cuento.
- Ángel de Ocongate y otros cuentos (Versión extendida) (1986)
- Cuentos completos (1999), recopilación de cuentos.
- Ciudad de fuego (2000), tres novelas cortas.
- Danzantes de la noche y de la muerte y otros relatos (2006),
- Una azucena de luz y de colores (2006), seis relatos de temática infantil.
- Cuentos del Ande y la neblina: (1964 - 2008) (2008), recopilación de cuentos.

### Crónicas de viajes y estampas
- Hombres, paisajes, ciudades (1981), crónicas de viajes.
- A la hora de la tarde y de los juegos (1996), colección de textos autobiográficos.
- Al andar de los caminos. Estampas de viaje (2003)
- Estampas de ocio y de buen humor (2003)

### Antologías y trabajos de investigación
- Referencias al Perú en la literatura de viajes europea de los siglos XVI, XVII y XVIII (1963))
- Léonce Angrand: una imagen del Perú en el siglo XIX (1974)
- Imagen de Jauja (1543-1880) (1967)
- Imagen y leyenda de Arequipa. Antología 1540-1990 (1996)
- Antología de Trujillo (1998)
- Antología de Lima. 2 tomos (2002)
- Antología de Huamanga (2004)
- Los balnearios de Lima. Antología: Miraflores, Barranco, Chorrillos (2006)
- Antología de la Amazonía del Perú 1539-1960 (2007)
- La obra peruanista de Léonce Angrand (1834-1838, 1847)  (2010)
- Historia y leyenda de la tierra de Jauja (2012)
- El retorno de Eliseo

### Poesía
- Casa de Jauja (1985)
- Del amor y la alegría y otros poemas (2015)

### Artículos
- "La literatura geográfica del siglo XVI en Francia como antecedente de lo real maravilloso". En: Revista de Crítica Literaria Latinoamericana (Lima); Año V, No 9 (1979).
- "La narrativa peruana de hoy". En: Revista de Crítica Literaria Latinoamericana (Lima); Año X, No 20 (1984).
- "Literatura peruana, literaturas andinas - Entre la modernidad y la frontera". En: La casa de cartón de Oxy. Revista de Cultura; II Época, No 11 (1997) (Lima).
- "Incorporar el mito y la música fue una forma de alternar la experiencia de lo propio y de lo clásico: Entrevista a Edgardo Rivera Martínez". En Discursiva. Revista de Literatura y Humanidades; Año IV, No 3 (2010) (Lima).

## Antologías
- "Ángel de Ocongate". En: Nuevo cuento peruano. Antonio Cornejo Polar; Luis Fernando Vidal. Lima: Mosca Azul editores, (1986).
- "Ciudad de fuego". En: El Cuento Peruano 1975 -1979. Ricardo González Vigil. Lima: COPE, (1983).
- "Ángel de Ocongate". En: El cuento en San Marcos (Primera selección. siglo XX). Carlos E. Zavaleta y Sandro Chiri Jaime (comps). Lima: Fondo Editorial de la Universidad Mayor de San Marcos, (2002).